# 11585 Orlandelassus
11585 Orlandelassus è un asteroide della fascia principale. Scoperto nel 1994, presenta un'orbita caratterizzata da un semiasse maggiore pari a 2,8715034 UA e da un'eccentricità di 0,0753402, inclinata di 2,62636° rispetto all'eclittica.